# Chromis
Chromis is een geslacht van vissen uit de familie Pomacentridae (Rifbaarzen of Koraaljuffertjes).

## Kenmerken
Deze kleine tot 14 cm grote visjes vormen talrijke kleurrijke soorten, die geliefd zijn als aquariumvissen. Wereldwijd is het een van de meest geïmporteerde vissen voor aquaria. Het achterlichaam heeft een diep gevorkte staartvin, en is wit of geel. Het voorste deel van het lichaam is bruin, grijs of blauw.

## Verspreiding en leefgebied
Zij komen voor op tropische koraalriffen van de Indische Oceaan en Stille Oceaan, maar ook lange rotskusten van de Middellandse Zee (zoals de soort Chromis chromis). Bij gevaar kan een hele school wegduiken in de takken van koraalformaties.

## Soorten
- Chromis abrupta Randall, 2001
- Chromis abyssicola Allen en Randall, 1985
- Chromis abyssus Pyle, Earle & Greene, 2008[3]
- Chromis acares Randall en Swerdloff, 1973
- Chromis agilis Smith, 1960
- Chromis albicauda Allen & Erdmann, 2009
- Chromis albomaculata Kamohara, 1960
- Chromis alleni Randall, Ida en Moyer, 1981
- Chromis alpha Randall, 1988
- Chromis alta Greenfield en Woods, 1980
- Chromis amboinensis (Bleeker, 1873)
- Chromis analis (Cuvier in Cuvier en Valenciennes, 1830)
- Chromis athena Allen & Erdmann, 2008
- Chromis atrilobata Gill, 1862
- Chromis atripectoralis Welander en Schultz, 1951
- Chromis atripes Fowler en Bean, 1928
- Chromis axillaris (Bennett, 1831)
- Chromis bami Randall en McCosker, 1992
- Chromis bowesi Arango, Pinheiro, Rocha, Greene, Pyle, Copus, Shepherd & Rocha, 2019
- Chromis brevirostris Pyle, Earle & Greene, 2008[3]
- Chromis cadenati Whitley, 1951
- Chromis caerulea (Cuvier in Cuvier en Valenciennes, 1830)
- Chromis caudalis Randall, 1988
- Chromis chromis (Linnaeus, 1758) – Zwaluwstaartvis
- Chromis chrysura (Bliss, 1883)
- Chromis cinerascens (Cuvier, 1830)
- Chromis circumaurea Pyle, Earle & Greene, 2008[3]
- Chromis crusma (Valenciennes in Cuvier en Valenciennes, 1833)
- Chromis cyanea (Poey, 1860) – Blauwe rifbaars
- Chromis dasygenys (Fowler, 1935)
- Chromis degruyi Pyle, Earle & Greene, 2008[3]
- Chromis delta Randall, 1988
- Chromis dimidiata (Klunzinger, 1871)
- Chromis dispilus Griffin, 1923
- Chromis durvillei Quéro, Spitz & Vayne, 2010
- Chromis earina Pyle, Earle & Greene, 2008[3]
- Chromis elerae Fowler en Bean, 1928
- Chromis enchrysura Jordan en Gilbert, 1882
- Chromis fatuhivae Randall, 2001
- Chromis flavapicis Randall, 2001
- Chromis flavaxilla Randall, 1994
- Chromis flavicauda (Günther, 1880)
- Chromis flavipectoralis Randall, 1988
- Chromis flavomaculata Kamohara, 1960
- Chromis fumea (Tanaka, 1917)
- Chromis gunting Arango, Pinheiro, Rocha, Greene, Pyle, Copus, Shepherd & Rocha, 2019
- Chromis hangganan Arango, Pinheiro, Rocha, Greene, Pyle, Copus, Shepherd & Rocha, 2019
- Chromis hanui Randall en Swerdloff, 1973
- Chromis hypsilepis (Günther, 1867)
- Chromis insolata (Cuvier in Cuvier en Valenciennes, 1830)
- Chromis intercrusma Evermann en Radcliff, 1917
- Chromis iomelas Jordan en Seale, 1906
- Chromis jubauna Moura, 1995
- Chromis kennensis Whitley, 1964
- Chromis klunzingeri Whitley, 1929
- Chromis lepidolepis Bleeker, 1877
- Chromis leucura Gilbert, 1905
- Chromis limbata (Cuvier in Cuvier en Valenciennes, 1830) – Atlantische monniksvis
- Chromis limbaughi Greenfield en Woods, 1980
- Chromis lineata Fowler en Bean, 1928
- Chromis lubbocki Edwards, 1986
- Chromis mamatapara Shepherd, Pinheiro, Phelps, Easton, Pérez-Matus & Rocha, 2020
- Chromis margaritifer Fowler, 1946
- Chromis meridiana Greenfield en Woods, 1980
- Chromis mirationis Tanaka, 1917
- Chromis monochroma Allen & Randall, 2004
- Chromis multilineata (Guichenot, 1853) – Bruin juffertje
- Chromis nigroanalis Randall, 1988
- Chromis nigrura Smith, 1960
- Chromis nitida (Whitley, 1928)
- Chromis norfolkensis Allen & Allen, 2021
- Chromis notata (Temminck en Schlegel, 1843)
- Chromis okamurai Yamakawa en Randall, 1989
- Chromis onumai Senou & Kudo, 2007
- Chromis opercularis (Günther in Playfair en Günther, 1867)
- Chromis ovalis (Steindachner, 1900)
- Chromis ovatiformis Fowler, 1946
- Chromis pamae Randall en McCosker, 1992
- Chromis pelloura Randall and Allen, 1982
- Chromis pembae Smith, 1960
- Chromis planesi Lecchini & Williams, 2004
- Chromis punctipinnis (Cooper, 1863)
- Chromis pura Allen & Randall, 2004
- Chromis randalli Greenfield en Hensley, 1970
- Chromis retrofasciata Weber, 1913
- Chromis sahulensis Allen & Allen, 2021
- Chromis sanctaehelenae Edwards in Edwards en Glass, 1987
- Chromis scotochiloptera Fowler, 1918
- Chromis scotti Emery, 1968
- Chromis struhsakeri Randall en Swerdloff, 1973
- Chromis ternatensis (Bleeker, 1856)
- Chromis tingting Tea, Gill & Senou, 2019
- Chromis torquata Allen, 2018
- Chromis triacantha Bowdich, 1825
- Chromis trialpha Allen en Randall, 1980
- Chromis unipa Allen & Erdmann, 2009[4]
- Chromis vanbebberae McFarland, Baldwin, Robertson, Rocha & Tornabene, 2020
- Chromis vanderbilti (Fowler, 1941)
- Chromis verater Jordan en Metz, 1912)
- Chromis viridis (Cuvier in Cuvier en Valenciennes, 1830) – Blauwgroen juffertje
- Chromis weberi Fowler and Bean, 1928
- Chromis westaustralis Allen, 1976
- Chromis woodsi Bruner en Arnam, 1979
- Chromis xanthochira (Bleeker, 1851)
- Chromis xanthopterygia Randall en McCarthy, 1988
- Chromis xanthura (Bleeker, 1854)
- Chromis xouthos Allen & Erdmann, 2005
- Chromis xutha Randall, 1988
- Chromis yamakawai Iwatsubo & Motomura, 2013